# Pararoncus japonicus
Pararoncus japonicus är en spindeldjursart som först beskrevs av Edvard Ellingsen 1907.  Pararoncus japonicus ingår i släktet Pararoncus och familjen spinnklokrypare. Inga underarter finns listade i Catalogue of Life.